# Противень

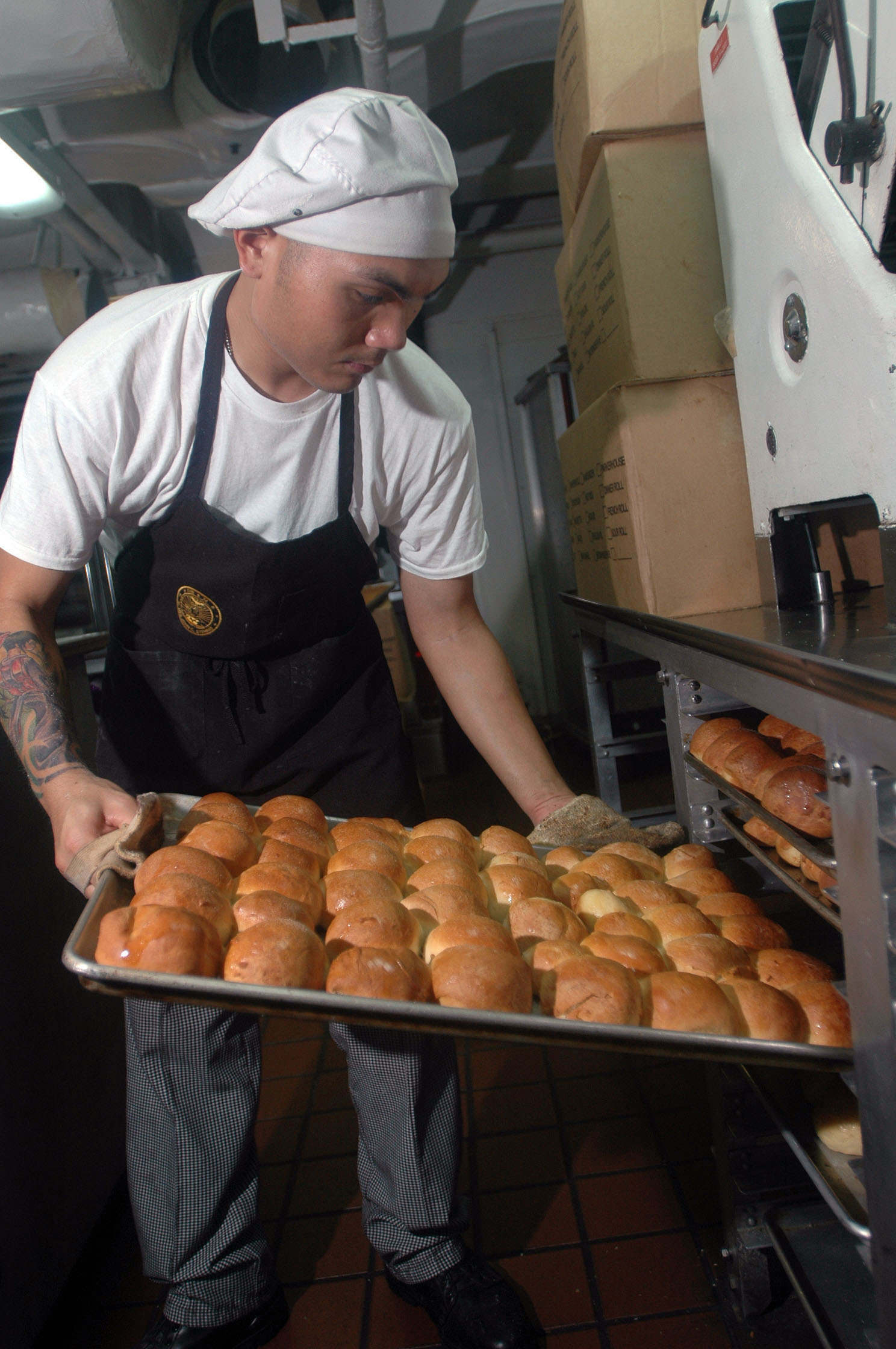
Пекарь убирает противень с булочками в стойку для охлаждения

Про́тивень — тонкий металлический (или стеклянный) лист с загнутыми краями и невысоким бортиком для приготовления пищи (жарения и выпекания).
По мнению М. Фасмера, слово «противень» произошло от нем. Bratpfanne («сковорода»), появившегося в русском обиходе в период постепенной интернационализации русской кухни в XVIII веке. Оно быстро русифицировалось, пройдя обработку по народной этимологии под влиянием слова «против».
В то время для запекания пользовались сковородой без ручки или прямоугольной формой с высокими бортиками, которая в русском языке называлась «судок» или «латка». «Противнями» стали называть и сковороды без ручек, и судки. Потом слово «противень» стало обозначать только судок и вытеснило исконные русские наименования.
По форме обычно четырёхугольный, основание, как правило, делается из сплошного листа, но известны и перфорированные противни. Изготавливают обычно противни из стали и алюминия, иногда противни покрываются специальным антипригарным покрытием. Противень ставится на направляющие в духовку или печь.